# Rocca di Cambio
Rocca di Cambio ist eine italienische Gemeinde (comune) in der Provinz L’Aquila, Region Abruzzen, und zählt 506 Einwohner (Stand 31. Dezember 2023). Die Gemeinde liegt etwa 15 Kilometer südsüdöstlich von L’Aquila im Regionalpark Sirente-Velino und gehört zur Comunità montana Sirentina.
Im Jahr 1953 war die Gemeinde einer der Drehorte für den Film Don Camillos Rückkehr mit Gino Cervi und Fernandel in den Hauptrollen.

## Sport
Nicht nur als Skigebiet ist die Gemeinde bekannt, sondern war insbesondere in den 1960er Jahren mehrfach Etappenort des Giro d’Italia. Zuletzt machte der Giro 2012 hier Halt.

## Verkehr
Durch die Gemeinde führt die frühere Strada Statale 5bis Vestina-Sarentina (heute eine Regionalstraße) von L’Aquila nach Celano.

## Gemeindepartnerschaften
- Saas-Fee, Kanton Wallis

## Persönlichkeiten
- Alessandro Bavona (1856–1912), Erzbischof und Apostolischer Nuntius in Brasilien und Österreich-Ungarn, wurde in Rocca di Cambio geboren.
- Domenico Marinangeli (1831–1921), Lateinischer Patriarch von Alexandria